# 瑪貝兒·哈迪

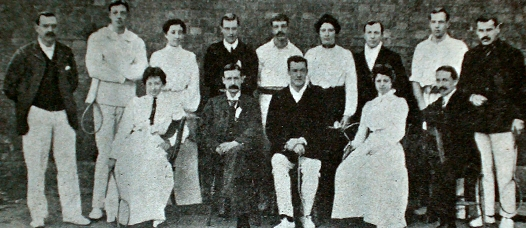
1903年的国际羽毛球赛中，玛贝儿·哈迪代表英格兰对阵爱尔兰，图为双方赛前合照

瑪貝兒·康絲坦絲·哈迪（Mabel Constance Hardy，1879年—?），婚後名為瑪貝兒·康絲坦絲·史密斯（Mabel Constance Smith），是一名英格蘭女子羽球運動員。她出生於漢普郡的利明通，於1905年第二季結婚。
瑪貝兒·哈迪是20世紀頭十年最重要的羽球運動員之一。在1903年愛爾蘭羽球公開賽裡，她贏得女子雙打與混合雙打冠軍，搭檔分別為梅莉爾·盧卡斯與L·U·朗斯福德。同年，她與多蘿西婭·K·道格拉斯一起贏得全英羽球錦標賽女子雙打冠軍。1904年，她與L·U·朗斯福德再次在愛爾蘭贏得混合雙打冠軍。1905年，她在全英獲得女子單打亞軍，並搭配朵洛西·哈維獲得女子雙打亞軍。